# Gacha de avena

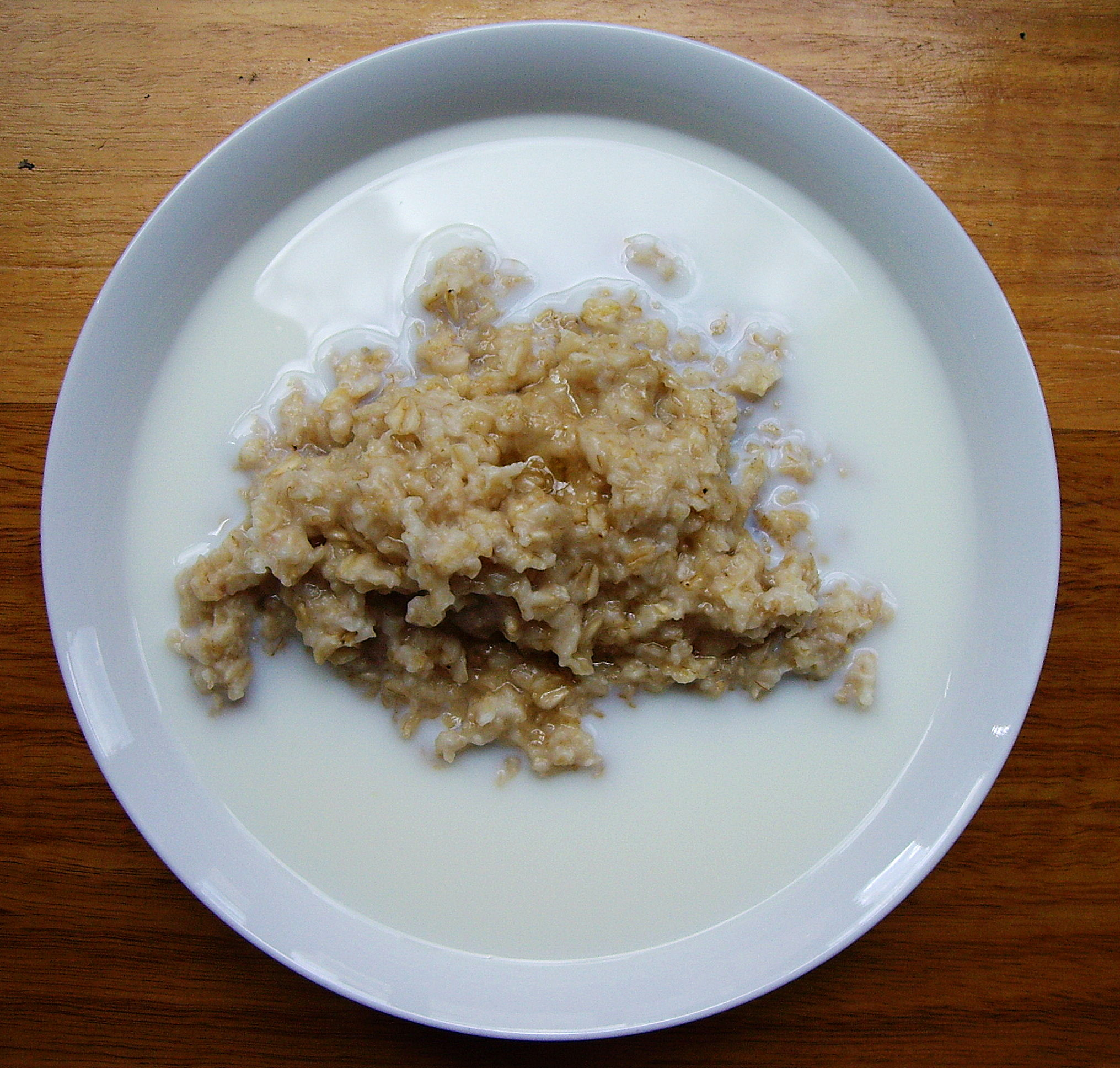
Porridge y leche.

Las gachas de avena (en inglés porridge, en francés gruau d'avoine) son una papilla elaborada con avena cocida en agua o leche, consumida frecuentemente como desayuno en los países anglosajones y en los países eslavos. Existen variantes que emplean como ingredientes semolina, arroz hinchado, trigo, harina de maíz o leche de soja.

## Características
En los desayunos se suele servir caliente junto con leche, nata o azúcar; en Escocia, donde también se escribe porage, se suele elaborar con sal. En la mayoría de los países de origen anglosajón se puede comprar este tipo de alimento ya elaborado.